# Régime de contrôle de la technologie des missiles

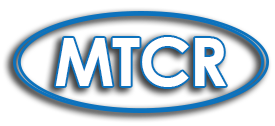
Logo en anglais.

Le Régime de contrôle de la technologie des missiles (en anglais : Missile Technology Export Control Regime (MTCR)) est un régime multilatéral de contrôle des exportations créé en 1987 par l'Allemagne de l'Ouest, le Canada, la France, l'Italie, le Japon, le Royaume-Uni et les États-Unis et visant à limiter la prolifération des armes de destruction massive en contrôlant les transferts des missiles pouvant servir de vecteur pour ces armes.

## Directives
Les articles visés par les directives du régime de contrôle de la technologie des missiles sont divisés en deux catégories et sont énumérés dans l'annexe sur les équipements et les technologies.

### Les articles de la Catégorie I
Les articles de la Catégorie I sont les systèmes de fusées complets et les véhicules aériens non pilotés pouvant emporter des charges d'au moins 500 kilogrammes (le poids présumé d'une tête nucléaire de première génération) sur une portée supérieure ou égale à 300 kilomètres, ainsi que les principaux sous-systèmes et technologies connexes.

### Les articles de la Catégorie II
Les articles de la Catégorie II sont tous les systèmes ayant une portée supérieure ou égale à 300 kilomètres, mais qui n'entrent pas dans la Catégorie I, quelle que soit leur charge, puisque les têtes biologiques et chimiques peuvent être plus légères que les têtes nucléaires.

## Adhésion

En rouge, les 35 États membres du Régime de contrôle de la technologie des missiles en date de 2016.

À la date du 28 juin 2016, le groupe comprend 35 États-membres : 
- Afrique du Sud (1995)
- Allemagne (1987)
- Argentine (1993)
- Australie (1990)
- Autriche (1991)
- Belgique (1990)
- Brésil (1995)
- Bulgarie (2004)
- Canada (1987)
- Corée du Sud (2001)
- Danemark (1990)
- Espagne (1990)
- États-Unis (1987)
- Finlande (1991)
- France (1987)
- Grèce (1992)
- Hongrie (1993)
- Inde (27 juin 2016)[2]
- Irlande (1992)
- Islande (1993)
- Italie (1987)
- Japon (1987)
- Luxembourg (1990)
- Norvège (1990)
- Nouvelle-Zélande (1991)
- Pays-Bas (1990)
- Pologne (1998)
- Portugal (1992)
- République tchèque (1998)
- Royaume-Uni (1987)
- Russie (1995)
- Suède (1991)
- Suisse (1992)
- Turquie (1997)
- Ukraine (1998)